# Indigohakenschnabel
Der Indigohakenschnabel (Diglossa indigotica) ist eine Vogelart aus der Familie der Tangaren (Thraupidae), die in Kolumbien und Ecuador verbreitet ist. Der Bestand wird von der IUCN als nicht gefährdet (Least Concern) eingeschätzt. Die Art gilt als monotypisch.

## Merkmale
Der Indigohakenschnabel erreicht eine Körperlänge von etwa 11 cm bei einem Gewicht von ca. 10,5 bis 18 g. Er ist ein relativ kleiner, kurzschwänziger Hakenschnabel mit einem kurzen, nach unten gewandten Haken am Oberschnabel. Insbesondere der Unterschnabel ist leicht nach oben gebogen. Der Zügel, die schmale Augenpartie und das Kinn sind schwarz, das sonstige Gefieder schimmert indigoblau auf der Ober- und Unterseite. Der Schwanz ist dunkel, doch haben die Federn schimmernd blaue Säume. Die unteren Flügeldecken sind indigoblau, die mittleren und großen Handdecken dunkel mit starken indigoblauen Säumen. Die Flugfedern sind schwärzlich mit engen hellblauen Säumen, die Schirmfedern etwas breiter türkisblau gesäumt. Die Iris ist feuerrot, der Schnabel und die Beine schwarz. Vom ähnlichen Maskenhakenschnabel unterscheidet er sich durch die kleinere Größe, den kürzeren Schnabel und die fehlende Gesichtsmaske. Vom Silberhakenschnabel unterscheidet er sich durch die leuchtendere Gefiederfärbung. Beide Geschlechter ähneln sich. Jungtiere wurden bisher nicht beschrieben.

## Verhalten und Ernährung
Der Indigohakenschnabel ernährt sich von Nektar, Beeren und kleinen Gliederfüßern. Er tritt einzeln oder paarweise auf oder mischt sich untere andere Tangaren der Gattungen Schillertangaren (Tangara) oder Bunttangaren (Chlorochrysa). Er ist hyperaktiv, ständig zappelnd, mit den Flügeln schlagend und entlang von moosigen Zweigen und verwobenen Ranken, Bromelien und anderen Epiphyten flitzend. Sein Verhalten erinnert eher an Waldsänger  z. B. der Gattung der Baumwaldsänger, als dem anderer Hakenschnäbel. Es wurde zwar beobachtet, dass er röhrenförmige Blütenkronen durchbohrt, um an deren Nektar zu gelangen, doch scheint er häufiger Moos und Epiphyten nach kleinen Beutetieren oder nach Beeren abzusuchen.

## Lautäußerungen
Der Gesang des Indigohakenschnabels besteht aus hellen, dünnen Tönen und erinnert an den des Silberhakenschnabels. Ein ungewöhnlicher Gesang im Vergleich zu konspezifischen Arten sind extrem hohe, durchdringende und gleichmäßig verteilte Töne, die allmählich abnehmen und wie si’si’si’i’i’i’i’ti’ti’ti’ti ’ti’ti’ti’ ti’te’te’te’i’i’i’ii’iii, iii klingen können. So gibt er 20 bis 30 oder mehr Töne in nur 4,5 bis 6,5 Sekunden von sich. Diese Töne haben eine pulsartige Qualität. Ein Zusammenhang mit einem dünnen, beinahe angespannten squik, squik, squik, squik in einem ganz bestimmten Tempo ist bisher nicht erklärbar.

## Fortpflanzung
Über die Brutbiologie des Indigohakenschnabels ist nur bekannt, dass er im Juni in Kolumbien in Valle del Cauca Nistmaterial transportiert hat.

## Verbreitung und Lebensraum
Der Indigohakenschnabel bevorzugt feuchte und nasse Bergwälder, speziell mit Moos überwachsen und Bromelien beladener Wolken- und Nebelwald und die feuchten und moosigen Waldränder von großer Sekundärvegetation. Er bewegt sich in Kolumbien in Höhenlagen zwischen 700 und 2000 Meter. Die wenigen Berichte aus Ecuador stammen aus Höhenlagen zwischen 1600 und 2000 Meter. Generell bewohnt er etwas tiefere Höhenlagen als andere Arten dieser Gattung innerhalb seines Verbreitungsgebiets. Er kommt am Nordende der Zentralanden und den Pazifikhängen im Westen des Departamento de Risaralda am Cerro Tatamá in Kolumbien vor und südlich bis in den Nordwesten Ecuadors zum Pichincha.

## Migration
Über das Zugverhalten des Indigohakenschnabels ist wenig bekannt. Saisonal kann es zu örtlichen Wanderungen kommen. In einer intensiven Studie im Tal des Río Anchicayá in 1050 Meter Höhe wurde er fast das ganze Jahr beobachtet, mit Ausnahme der Monate April und Juni. Allerdings ist er dort in einigen Monaten deutlich häufiger als in anderen anzutreffen.

## Etymologie und Forschungsgeschichte
Die Erstbeschreibung des Indigohakenschnabels erfolgte 1856 durch Philip Lutley Sclater unter dem wissenschaftlichen Namen Diglossa indigotica. Das Typusexemplar stammte aus Ecuador und wurde Sclater von Jules und Édouard Verreaux zur Verfügung gestellt. Bereits 1832 führte Johann Georg Wagler den neuen Gattungsnamen Diglossa für den Zimtbauch-Hakenschnabel (Diglossa baritula) ein. Dieser Name setzt sich aus »di-, dis, duo δι-, δις, δυο« für »doppelt, zweifach, zwei« und »glōssa γλωσσα« für »Zunge« zusammen. Der Artname »indigotica« leitet sich vom lateinischen »indigoticus, indicum« bzw. vom griechischen »indikon ινδικον« für »indigoblau, Indigo« ab.